# كيكي (لاعب كرة قدم إسباني)
كيكي (بالإسبانية: Enrique Boned Guillot)‏ هو لاعب كرة قدم إسباني، ولد في 4 مايو 1978 في بلنسية في إسبانيا. شارك مع منتخب إسبانيا لكرة الصالات. أما مع النوادي، فقد لعب مع Castilla-La Mancha FS ‏.

## وصلات خارجية
- كيكي (لاعب كرة قدم إسباني) على موقع الاتحاد الدولي (مؤرشف)  (الإنجليزية)
- كيكي (لاعب كرة قدم إسباني) على موقع الاتحاد الأوربي (الإنجليزية)